# غرطر إفريقي
الغَرْطَر الإفريقي (الاسم العلمي: Elapsoidea) هو جنس من الثعابين السامة. على الرغم من اسمه الشائع، فهو لا علاقة له بأنواع الثعابين غير المؤذية في أمريكا الشمالية (ثعبان الغرطر).

## الأنواع
الأنواع العشرة التالية معترف بها على أنها أنواع صالحة
- Elapsoidea boulengerl أوسكار بوتجر, 1895 – Boulenger's غرطر – بوتسوانا، مالاوي، تنزانيا، زامبيا، زيمبابوي
- Elapsoidea broadleyi Jakobsen, 1997 — Broadley's ثعبان غرطر — الصومال
- Elapsoidea chelazzii Lanza, 1979 — ثعبان غرطر الصومالي — الصومال
- Elapsoidea guentherii Bocage, 1866 — Günther'sثعبان غرطر — جمهورية الكونغو، جمهورية الكونغو الديمقراطية، أنغولا، زامبيا، زيمبابوي، والكاميرون
- Elapsoidea laticincta (F. Werner, 1919) — غرطر ويرنر — إثيوبيا، السودان، أوغندا, جمهورية الكونغو الديمقراطية تشاد، جمهورية أفريقيا الوسطى،والكاميرون
- Elapsoidea loveridgei Parker, 1949 — Loveridge's غرطر — جمهورية الكونغو الديمقراطية،كينيا، السودان، بوروندي، رواندا،أوغندا، تنزانيا، إثيوبيا
- Elapsoidea nigra Günther, 1888 — ثعبان غرطر الأسود — تنزانيا
- Elapsoidea semiannulata Bocage, 1882 — غرطر أنغولي — في جميع أنحاء وسط أفريقيا
- Elapsoidea sundevallii (A. Smith, 1848) — كارل جاكوب سوندفال ثعبان غرطر — جنوب أفريقيا، موزمبيق، ناميبيا, بتسوانا، زيمبابوي، إسواتيني، وغامبيا
- Elapsoidea trapei Mane, 1999 — ثعبان غرطر السنغالي — السنغال

تنبيه (كتابة): تشير تسمية ثنائية التي بين قوسين إلى أن الأنواع تم وصفها في الأصل في جنس آخر غير العربد.

## للاستزادة
- Bocage JVB (1866). "Reptiles nouveaux ou peu connus recueillis dans les possessions portugaises de l'Afrique occidentale, qui se trouvent au Muséum de Lisbonne ". Jornal de Sciencias Mathematicas Physicas e Naturales, Academia Real das Sciencias de Lisboa 1: 57–78. (Elapsoidea, new genus, p. 70). (in French).
- Branch, Bill (2004). Field Guide to Snakes and other Reptiles of Southern Africa. Third Revised edition, Second impression. Sanibel Island, Florida: Ralph Curtis Books. 399 pp. (ردمك 0-88359-042-5). (Genus Elapsoidea, p. 104).